# Song for Clay (Disappear Here)
 (juin 2024).
Si vous disposez d'ouvrages ou d'articles de référence ou si vous connaissez des sites web de qualité traitant du thème abordé ici, merci de compléter l'article en donnant les références utiles à sa vérifiabilité et en les liant à la section « Notes et références ».
Song for Clay (Disappear Here) est une chanson du deuxième album de Bloc Party, A Weekend in the City (janvier 2007).
Cette chanson est inspirée du roman Moins que zéro (Less Than Zero, 1985) de Bret Easton Ellis, dont le personnage principal s'appelle Clay (Clayton). « Disappear Here » (« Disparaître ici ») est une expression qui revient plusieurs fois dans ce roman.